# Astochia ranipoolensis
Astochia ranipoolensis är en tvåvingeart som beskrevs av Parui 2003. Astochia ranipoolensis ingår i släktet Astochia och familjen rovflugor.
Artens utbredningsområde är Sikkim. Inga underarter finns listade i Catalogue of Life.